# Los ojos siniestros del Doctor Orloff
Los Ojos Siniestros del Doctor Orloff (The Sinister Eyes of Doctor Orloff en la seva versió internacional) es una pel·lícula de terror de 1973 dirigida per Jesús Franco Manera. Es tracta de la tercera pel·lícula del realitzador que té com a protagonista al Dr. Orloff un metge embogit.

## Trama
Melissa, una bella jove, pateix recurrents malsons nocturns que fan que es desperti terroritzada. La jove es veu a si mateixa de nena perseguida per una difusa figura que, quan l'aconsegueix, banya les seves cames de sang. Aquest somni el sofreix des que, als deu anys, el seu pare va morir degollat i ella va quedar paralítica.
Els familiars que cuiden de la jove, en conèixer la notícia del retorn del doctor Orloff, el convoquen perquè diagnostiqui a la noia. El supòsit científic aprofita l'oportunitat per a sotmetre a Melissa a la seva voluntat i convertir-la al braç executor de la seva sagnant venjança contra tota la seva família.

## Repartiment
- William Berger - Doctor Orloff
- Montserrat Prous - Melissa Comfort
- Edmund Purdom - Inspector Crosby
- Loreta Tovar - Martha Comfort
- Kali Hansa - Lady Flora Comfort
- Joaquín Blanco - Agente Michel
- José Manuel Martín - Albert Mathews
- Jaume Picas - Sir Henry Robert Comfort
- Lina Romay - Novia de Davey Brown
- Robert Woods - Davey Brown

## Producció
En 1972 Jesús Franco va fundar la seva pròpia productora cinematogràfica: Manacoa Films. Amb seu a Madrid Manacoa va començar com a plataforma per a llançar els seus projectes sense ingerències dels productors externs encara que la censura cinematogràfica encara estava vigent. En aquesta primera etapa Los Ojos Siniestros del Doctor Orloff va ser un dels primers títols encara que no va tenir una gran repercussió en taquilla: 26.000 espectadors i 13.500 € de recaptació. Això va obligar a Franco, posteriorment, a tornar a contactar amb altres productors per a continuar realitzant pel·lícules.
| « | "Va ser una de les etapes més negres de la meva existència. Ni un duro, tot malament, la gent funcionant fatal. No vaig poder fer res del que tenia previst" | » |
| — Jesús Franco, sobre la seva situació personal durant el rodatge de Los Ojos Siniestros del Doctor Orloff (Jess Franco, el sexo del hombre. 1999) | |   |

## Recepció
Els usuaris de FilmAffinity valoren la pel·lícula amb un 4,3 sobre 10 (basant-se en 85 vots).{{
Cita|"Retorn de Jesús Franco a una de les temàtiques que més li han fascinat durant els primers anys de la seva carrera, la figura del "mad doctor". (...) Encara que visualment no sigui tan excessiva com els seus posteriors treblls, però amb moltes de les obsessions de l'autor, Los Ojos Siniestros del Doctor Orloff té nombroses constants del cinema de Franco, sent un dels últims episodis de la etapa daurada de la seva carrera en el qual a assoliments cinematogràfics es refereix."|Crítica de Reverendo Wilson a FilmAffinity |col2=}}
A IMDb la pel·lícula obté una puntuació de 5,1 sobre 10 amb 117 vots.
| «                                    | "Seguint la seva filmografia les lesbianes serien el més recurrent en la carrera de Jess Franco però el segon seria el personatge del Dr. Orloff. (...) Los ojos siniestros del Doctor Orloff no és tan brillant com les pel·lícules anteriors que tractaven el personatge. També és molt més suau que aquelles, així com la majoria de les que seguirien." | » |
| — Crítica de Michael Elliott en IMDB | |   |